# Världsmästerskapen i fäktning 2023
Världsmästerskapen i fäktning 2023 arrangerades mellan den 22 och 30 juli 2023 i Milano i Italien. Det var den 69:e upplagan av världsmästerskapen i fäktning.

## Medaljörer

### Herrar
| Gren         | Guld                                                                        | Silver                                                                 | Brons                                                                |
| Värja        | Máté Tamás Koch · Ungern                                                    | Davide Di Veroli · Italien                                             | Romain Cannone · Frankrike                                           |
| Värja        | Máté Tamás Koch · Ungern                                                    | Davide Di Veroli · Italien                                             | Ruslan Kurbanov · Kazakstan                                          |
| Värja, lag   | Italien Gabriele Cimini Davide Di Veroli Andrea Santarelli Federico Vismara | Frankrike Alexandre Bardenet Gaétan Billa Yannick Borel Romain Cannone | Venezuela Francisco Limardo Jesús Limardo Rubén Limardo Grabiel Lugo |
| Florett      | Tommaso Marini · Italien                                                    | Nick Itkin · USA                                                       | Kyosuke Matsuyama · Japan                                            |
| Florett      | Tommaso Marini · Italien                                                    | Nick Itkin · USA                                                       | Enzo Lefort · Frankrike                                              |
| Florett, lag | Japan Kazuki Iimura Kyosuke Matsuyama Takahiro Shikine Kenta Suzumura       | Kina Chen Haiwei Mo Ziwei Wu Bin Xu Jie                                | Hongkong Cheung Ka Long Ryan Choi Leung Chin Yu Yeung Chi Ka         |
| Sabel        | Eli Dershwitz · USA                                                         | Sandro Bazadze · Georgien                                              | Ziad El-Sissy · Egypten                                              |
| Sabel        | Eli Dershwitz · USA                                                         | Sandro Bazadze · Georgien                                              | Áron Szilágyi · Ungern                                               |
| Sabel, lag   | Ungern Tamás Decsi Csanád Gémesi András Szatmári Áron Szilágyi              | Sydkorea Gu Bon-gil Ha Han-sol Kim Jun-ho Oh Sang-uk                   | USA Eli Dershwitz Andrew Doddo Colin Heathcock Mitchell Saron        |

### Damer
| Gren         | Guld                                                                                        | Silver                                                                   | Brons                                                      |
| Värja        | Marie-Florence Candassamy · Frankrike                                                       | Alberta Santuccio · Italien                                              | Mara Navarria · Italien                                    |
| Värja        | Marie-Florence Candassamy · Frankrike                                                       | Alberta Santuccio · Italien                                              | Sun Yiwen · Kina                                           |
| Värja, lag   | Polen Renata Knapik-Miazga Magdalena Pawłowska Martyna Swatowska-Wenglarczyk Ewa Trzebińska | Italien Rossella Fiamingo Federica Isola Mara Navarria Alberta Santuccio | Sydkorea Choi In-jeong Kang Young-mi Lee Hye-in Song Se-ra |
| Florett      | Alice Volpi · Italien                                                                       | Arianna Errigo · Italien                                                 | Martina Favaretto · Italien                                |
| Florett      | Alice Volpi · Italien                                                                       | Arianna Errigo · Italien                                                 | Lee Kiefer · USA                                           |
| Florett, lag | Italien Arianna Errigo Martina Favaretto Francesca Palumbo Alice Volpi                      | Frankrike Solène Butruille Morgane Patru Pauline Ranvier Ysaora Thibus   | Japan Sera Azuma Komaki Kikuchi Karin Miyawaki Yuka Ueno   |
| Sabel        | Misaki Emura · Japan                                                                        | Despina Georgiadou · Grekland                                            | Theodora Gkountoura · Grekland                             |
| Sabel        | Misaki Emura · Japan                                                                        | Despina Georgiadou · Grekland                                            | Yoana Ilieva · Bulgarien                                   |
| Sabel, lag   | Ungern Sugár Katinka Battai Anna Márton Liza Pusztai Luca Szűcs                             | Frankrike Sara Balzer Manon Brunet Caroline Queroli Margaux Rifkiss      | Sydkorea Choi Se-bin Jeon Eun-hye Jeon Ha-young Yoon Ji-su |

## Medaljtabell
*   Värdland ( Italien)
| Nr                   | Nation               | Guld | Silver | Brons | Totalt |
| -------------------- | -------------------- | ---- | ------ | ----- | ------ |
| 1                    | Italien*             | 4    | 4      | 2     | 10     |
| 2                    | Ungern               | 3    | 0      | 1     | 4      |
| 3                    | Japan                | 2    | 0      | 2     | 4      |
| 4                    | Frankrike            | 1    | 3      | 2     | 6      |
| 5                    | USA                  | 1    | 1      | 2     | 4      |
| 6                    | Polen                | 1    | 0      | 0     | 1      |
| 7                    | Sydkorea             | 0    | 1      | 2     | 3      |
| 8                    | Grekland             | 0    | 1      | 1     | 2      |
| 8                    | Kina                 | 0    | 1      | 1     | 2      |
| 10                   | Georgien             | 0    | 1      | 0     | 1      |
| 11                   | Bulgarien            | 0    | 0      | 1     | 1      |
| 11                   | Egypten              | 0    | 0      | 1     | 1      |
| 11                   | Hongkong             | 0    | 0      | 1     | 1      |
| 11                   | Kazakstan            | 0    | 0      | 1     | 1      |
| 11                   | Venezuela            | 0    | 0      | 1     | 1      |
| Totalt (15 nationer) | Totalt (15 nationer) | 12   | 12     | 18    | 42     |